# Richard Müller-Goldegg

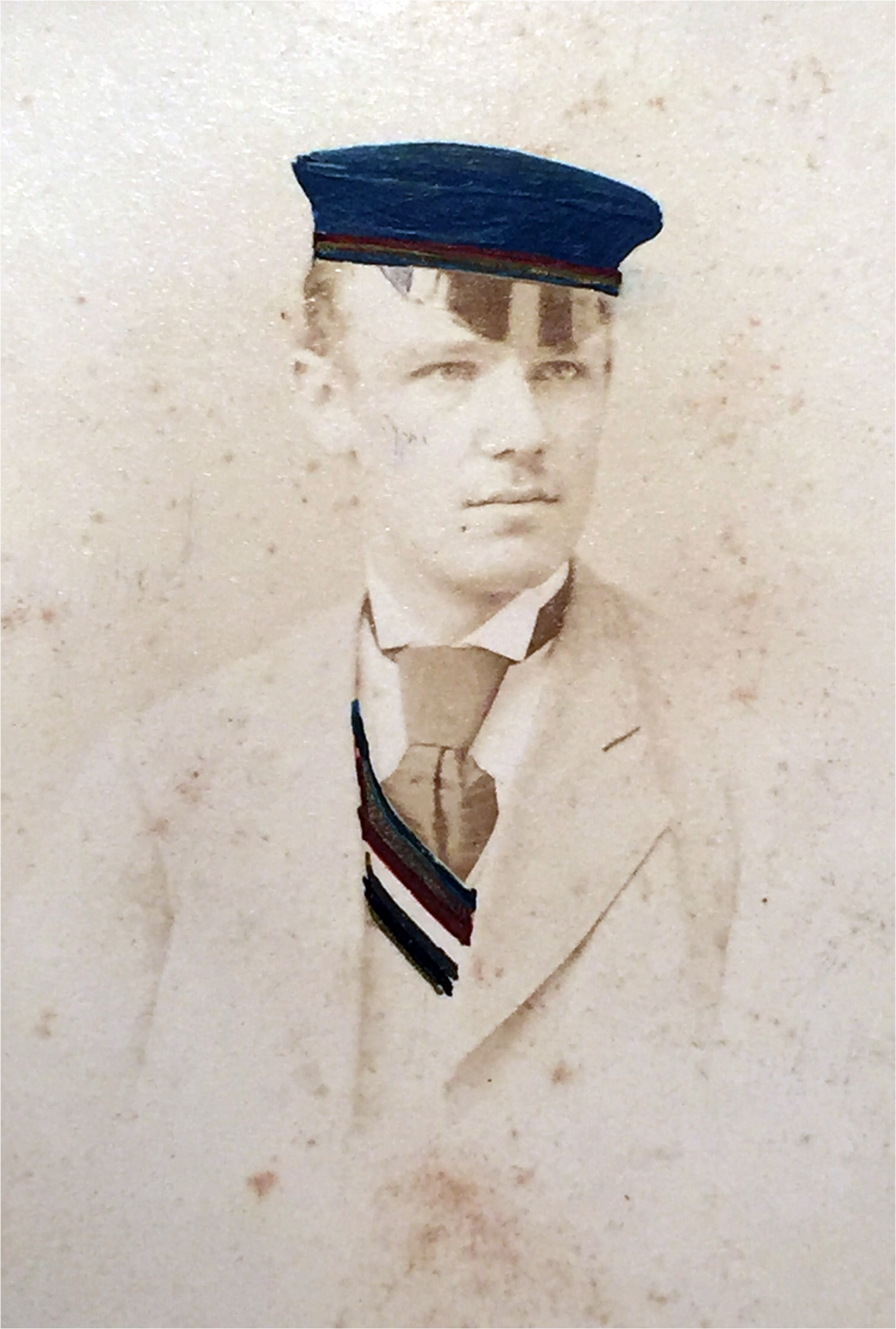
Richard Müller, um 1870

Richard Wilhelm Theodor Müller-Goldegg, bis 1919: Müller (* 26. Mai 1852 in Neubrandenburg; † 15. September 1932 in Stettin) war ein deutscher Verwaltungsjurist in der preußischen Finanz- und Zollverwaltung.

## Leben
Richard Müller[-Goldegg], Sohn des aus Gartz (Oder) stammenden Apothekers (Albert Ludolph) Theodor Müller (* 1818), kurzzeitig Apothekenbesitzer in Neubrandenburg, später in Görlitz, und dessen Frau Emilie Sophie, geb. Schweiger (* 1827) aus Schwedt/Oder, wurde am 20. Juni 1852 in Neubrandenburg getauft.
Nach Schulen in Landsberg an der Warthe und Duisburg kam Richard Müller auf das Görlitzer Augustum-Annen-Gymnasium. Er immatrikulierte sich zum Wintersemester 1869/70 an der Universität Leipzig für Rechtswissenschaft und wurde im Corps Lusatia Leipzig aktiv. Zum Wintersemester 1870/71 wechselte er an die Ruprecht-Karls-Universität, wo er sich dem Corps Suevia Heidelberg anschloss. Er beendete das Studium an der Königlichen Universität zu Greifswald und der Friedrich-Wilhelms-Universität zu Berlin. Er bestand 1874 das Referendar- und 1878 das Assessorexamen. Er war Gerichtsassessor in Görlitz und Glogau. Seit 1882 Amtsrichter, trat er 1883 zur Finanzverwaltung über. Nachdem er Regierungsassessor bei der Provinzial-Steuerdirektion Breslau gewesen war, kam er 1886 als Regierungsrat zur Provinzial-Steuerdirektion Berlin. Eine Zeitlang Hilfsarbeiter im preußischen Finanzministerium, wurde er 1893 als Oberregierungsrat an die Provinzial-Steuerdirektionen Breslau (1893) und Erfurt (1898) versetzt. 1899 wurde er als Geheimer Finanzrat charakterisiert und zum Generaldirektor der thüringischen Zoll- und Steuerverwaltung ernannt. Später war er Präsident der Oberzolldirektion Stettin und Provinzial-Steuerdirektor von Pommern.
Aus der 1881 geschlossenen Ehe mit Maria Goldegg gingen ein Sohn und eine Tochter hervor.

## Ehrungen
- Wirklicher Geheimer Oberfinanzrat, Exzellenz (1912)
- Roter Adlerorden II. Klasse